# Sandrigo
Sandrigo är en ort och kommun i provinsen Vicenza i regionen Veneto i Italien. Kommunen hade 8 458 invånare (2018).